# Geranomyia eurygramma stenomera
Geranomyia eurygramma stenomera is een ondersoort van de tweevleugelige Geranomyia eurygramma uit de familie steltmuggen (Limoniidae). De soort komt voor in het Neotropisch gebied.